# Adrien Trebel
Adrien Trebel (Dreux, 3 de marzo de 1991) es un futbolista francés que juega como centrocampista y se encuentra sin equipo tras abandonar el Charleroi S. C.

## Trayectoria
Comenzó su carrera en el F. C. Nantes. Jugó en la Ligue 2 el 10 de febrero de 2011 contra el Vannes O. C. reemplazando a Ismaël Keïta a los 72 minutos de juego. En 2014 se unió al Standard Lieja de la Pro League belga.

## Selección nacional
En octubre de 2023 fue convocado con la selección malgache de fútbol.

## Clubes
| Club                         | País    | Año       |
| ---------------------------- | ------- | --------- |
| F. C. Nantes "II"            | Francia | 2010-2011 |
| F. C. Nantes                 | Francia | 2011-2014 |
| Standard de Lieja            | Bélgica | 2014-2017 |
| R. S. C. Anderlecht          | Bélgica | 2017-2023 |
| F. C. Lausana-Sport (cedido) | Suiza   | 2022      |
| Charleroi S. C.              | Bélgica | 2023-2024 |

## Palmarés

### Títulos nacionales
| Título                      | Club                | País    | Año  |
| --------------------------- | ------------------- | ------- | ---- |
| Copa de Bélgica             | Standard de Lieja   | Bélgica | 2016 |
| Primera División de Bélgica | R. S. C. Anderlecht | Bélgica | 2017 |
| Supercopa de Bélgica        | R. S. C. Anderlecht | Bélgica | 2017 |